# Spelaeornis badeigularis
La ratina mishmi (Spelaeornis badeigularis) es una especie de ave paseriforme de la familia Timaliidae endémica de los montes del noroeste de la India.

## Distribución y hábitat
Se encuentra únicamente en los montes Mishmi, en el este de Arunachal Pradesh. Su hábitat natural son los bosques húmedos de montaña subtropicales. Está amenazada por la pérdida de hábitat. 

## Taxonomía
La especie fue descrita a partir de un espécimen recolectado en 1947, pero no volvió a ser observada hasta 2004, cuando una espedición descubrió que era moderadamente abundante en un área restringida de los montes Mishmi, en Arunachal Pradesh.